# Arquidiocese de Trento
A Arquidiocese de Trento (Archidiœcesis Tridentina) é uma circunscrição eclesiástica da Igreja Católica sediada na comuna de Trento, localizada na província autônoma homônima, na região italiana do Trentino-Alto Ádige. Erigida no século II, durante oito séculos constituiu um dos Estados do Sacro Império Romano-Germânico, sendo secularizado em 1803. Foi elevada a arquidiocese em 29 de junho de 1929 pelo Papa Pio XI, sem sufragâneas; tornou-se sé metropolitana apenas em 1964. Seu atual arcebispo é Lauro Tisi que governa a arquidiocese desde 2016 e sua sé episcopal é a Catedral de São Vigílio.
Possui 452 paróquias assistidas por 587 sacerdotes e cerca de 92% da população jurisdicionada é batizada.

## História
A propagação do cristianismo na região do Trentino foi realizada, embora com grande lentidão, no final do período imperial. Os primeiros bispos de que se têm conhecimento são Giovino e Abondanzio, que participaram do Concílio de Aquileia em 381, e São Vigílio, que manteve correspondência com os metropolitas de Milão, Ambrósio e Simpliciano, e João Crisóstomo, Patriarca de Constantinopla. Com Vigílio iniciou-se um período de intensa evangelização nos vales trentinos, devido aos assassinatos de Sisinio, Martirio e Alessandro, três missionários da Capadócia a serviço do Bispo de Trento para auxiliar na difusão da nova fé em terras ainda muitas ligadas ao paganismo.
Nos séculos IV e V, a Igreja de Trento era sufragânea da prestigiosa Sé de Milão. Posteriormente passou a integrar a província eclesiástica do Patriarcado de Aquileia, permanecendo sua sufragânea até 1751. No final do século VI, com o Bispo Agnello, a diocese, como todas as outras do Patriarcado, aderiu ao cisma tricapitolino, retornando a plena comunhão com Roma no final do século VII. No período lombardo, a diocese ganhou sua configuração territorial atual, com a exceção dos vales de Valsugana e Primiero, que pertenciam à Diocese de Feltre, e Fassa, cujo território integrava a Diocese de Bressanone. Ni início do século IX, o Bispo Iltigario inicia as obras de restauração da Catedral de São Vigilio, onde se encontravam as relíquias do santo padroeiro. No mesmo período, o Palácio Episcopal foi construído e o Cabildo da Catedral estabelecido. Na Era Carolíngia, é introduzida a primeira forma de organização territorial da diocese com o estabelecimento das pieves. Em 962, a diocese foi incorporada por Otão I ao Sacro Império Romano-Germânico. A partir de então, o papel políticos dos bispos tridentinos cresceu, com o imperador Conrado II concedendo-os o poder temporal sobre o território da diocese e de alguns enclaves, criando o Principado Episcopal de Trento em 1027. O século XVI foi o auge da Igreja Tridentina; a cidade episcopal foi escolhida como sede do Concílio de Trento, que ocorreu em três períodos diferentes entre 1545 e 1563. Após a supressão do Patriarcado de Aquileia em 1751, tornou-se sufragânea, durante um curto período de tempo, da Arquidiocese de Gorizia, tornando-se, mais tarde, imediatamente sujeita a Santa Sé.
As Guerras Napoleônicas desmantelaram o Sacro Império e o Principado foi abolido de facto em 1796. O Tratado de Lunévile, de 1801, estabelecia a secularização dos territórios eclesiásticos, sancionado o fim oficial do Principado Episcopal, que foi definitivamente abolido por Napoleão em 1803. Entre 1803 e 1810, a região fez parte do Reino da Baviera. Em 1810, Napoleão decidiu anexá-lo ao Reino da Itália. Em 1815, com a Restauração, tornou-se parte do Império Austríaco. Em 1786 e 1818, os vales de Valsugana, Primiero e Fassa são anexadas a Sé de Trento. A partir de 1825, passou a integrar a província eclesiástica de Salzburgo, permanecendo nessa posição até 1920, quando por decreto da Congregação Consistorial, foi novamente tornada imediatamente sujeita a Santa Sé.
Em 14 de junho de 1929, o Papa Pio XI, com a constituição apostólica Inter ceteras, foi elevada ao grau de sé arquiepiscopal, contudo, não metropolitana pois não contava com sufragâneas. Em 6 de julho de 1964, com a constituição apostólica Quo aptis, do Papa Paulo VI, partes do sul da Arquidiocese foram desmembradas e unidas á Diocese de Bresssanone, cujo nome foi alterado para Diocese de Bolzano-Bressanone, que se tornou sua sufragânea em 6 de agosto, sob os auspícios da constituição apóstolica Tridentinae Ecclesiae.

## Território
A Arquidiocese abrange toda a área da Província Autônoma de Trento.

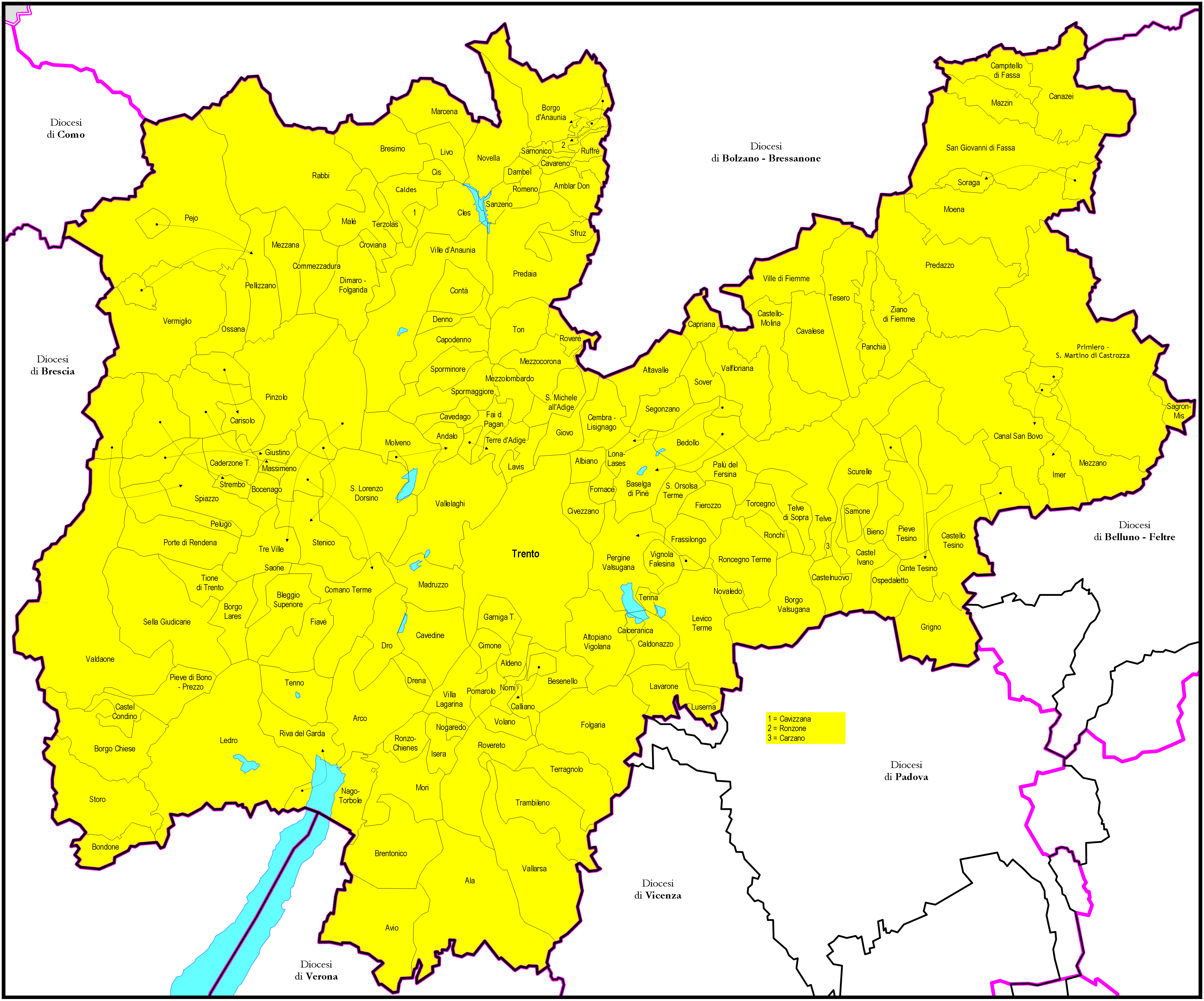

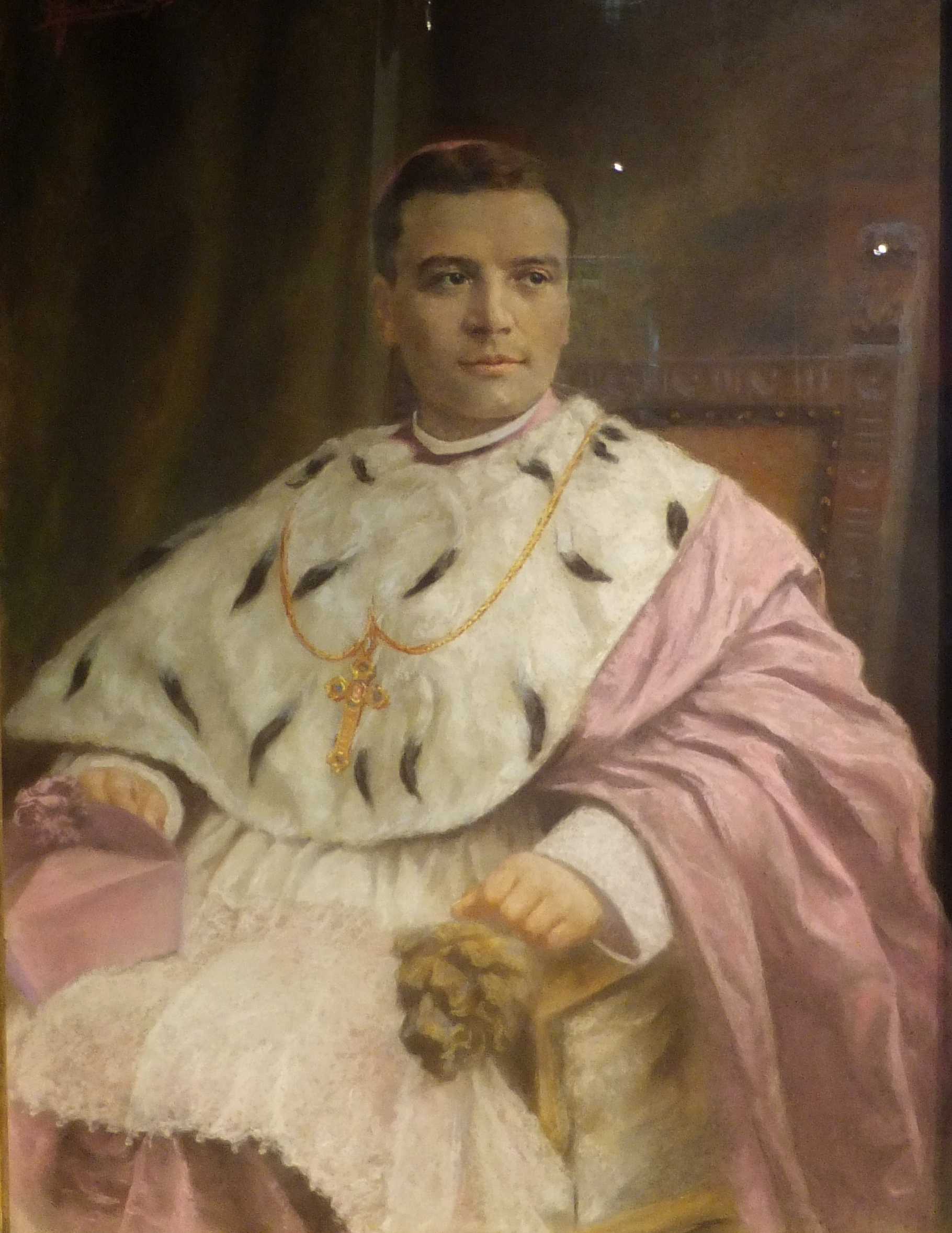
Celestino Endrici, primeiro Arcebispo de Trento

## Ordinários
A seguinte lista de bispos, até Uldarico II, foi encontrada em um missal feito no período episcopal do mesmo. Devido a sua antiguidade e importante conteúdo, é considerado autêntico.

### Cronologia dos arcebispos do século XX
| #                        | Nome                      | Período    | Notas                       |
| Arcebispos               | Arcebispos                | Arcebispos | Arcebispos                  |
| ------------------------ | ------------------------- | ---------- | --------------------------- |
|                          | Lauro Tisi                | 2016-atual |                             |
|                          | Luigi Bressan             | 1999-2016  |                             |
|                          | Giovanni Maria Sartori    | 1987-1998  |                             |
|                          | Alessandro Maria Gottardi | 1963-1987  |                             |
|                          | Carlo De Ferrari, C.S.S.  | 1941-1962  |                             |
|                          | Celestino Endrici         | 1929-1940  |                             |
| Bispo                    |                           |            |                             |
|                          | Celestino Endrici         | 1904-1929  | Elevado a Arcebispo         |
|                          | Eugenio Carlo Valussi     | 1886-1903  |                             |
| Bispo-auxiliar           |                           |            |                             |
|                          | Heinrich Forer            | 1956-1964  |                             |
|                          | Oreste Rauzi              | 1939-1973  |                             |
| Administrador Apostólico |                           |            |                             |
|                          | Joseph Gargitter          | 1961-1963  | Bispo de Bolzano-Bressanone |